# Геза Австрийский
Эрцгерцог Геза Австрийский, также известен как Геза Габсбург-Лотарингский,  (нем. Géza Ladislaus Euseb Gerhard Rafael Albert Maria; род. 14 ноября 1940, Будапешт) — австрийский и венгерский аристократ, представитель австрийской и отделившейся от неё венгерской ветвей Габсбург-Лотарингского дома. Куратор нескольких крупных выставок Фаберже. Эксперт и автор ряда книг и статей про ювелиров Карла Фаберже и Виктора Майера.

## Биография
Родился 14 ноября 1940 года в Будапеште, столице Венгрии. Третий сын эрцгерцога Иосифа Франца Австрийского (1895—1957) и принцессы Анны Саксонской (1903—1976). По отцовской линии — праправнук императора Австро-Венгрии Франца Иосифа I, а по материнской линии — внук последнего короля Саксонии Фридриха Августа III.
Геза учился в Фрибургском и Бернском университетах в Швейцарии, Мюнхенском университете в Германии и Флорентийском университете в Италии. В 1965 году он закончил Фрибургский университет со степенью доктора философии.
В 1966 году эрцгерцог Геза фон Габсбург стал председателем аукционного дома Кристис в Швейцарии. В 1980 году он стал председателем компании «Европейские операции». Позднее, в течение четырех лет он занимал пост председателя Международного аукционного дома изобразительного искусства Габсбургов в Нью-Йорке и Женеве. В обеих компаниях он специализировался на золоте и серебре, объектам вертю и русских произведениях искусства. Начиная с 1998 года, Геза проживал в Нью-Йорке.
Геза фон Габсбург является всемирно известным автором и ведущим специалистом по работам Фаберже. Большая часть его карьеры была посвящена организации и курированию выставок по всему миру. Он служил в качестве куратора и организатора выставки «Фаберже, ювелир царей» (1986—1987) в Кунстхалле в Мюнхене. Кроме того, в то же время как член правления Фонда искусств Фаберже, он был главным куратором выставки «Фаберже, ювелир императорского двора» (1993—1994) в Санкт-Петербурге, Париже и Лондоне. Он также являлся приглашенным куратором выставки Фаберже в Америке, которая прошла в пяти городах США (1996—1997).
В качестве педагога, Геза фон Габсбург являлся адъюнкт-профессором в Нью-Йоркской школе дизайна интерьера, Бард-центре изучения декоративно-прикладного искусства и Нью-Йоркского университета. В настоящее время он является преподавателем Метрополитен-музея искусств в Нью-Йорке. Среди его тем «Княжеские коллекции», «Габсбурги как коллекционеры и меценаты» и «Известные женщины Габсбурги».
Геза фон Габсбург свободно говорит на семи языках. В 1994 году он поступил на работу в форму Фаберже в качестве консультанта, пресс-секретаря и преподавателя по всему миру. Геза фон Габсбург является автором семи и соавтором двух книг о Фаберже и смежных темах, а также около 75 статей, которые были опубликованы в различных художественных журналах всего мира. Кроме того, эрцгерцог Геза фон Габсбург показан в российском фильме (1994), японском фильме и двух биографиях на американском канале Arts & Entertainment Network (A&E). Эрцгерцог также показан в документальных фильмах «Сокровища Габсбургов» на канале Arts & Entertainment Network (1998) и «Габсбурги сегодня» на канале Romance Channel (1999).

## Браки и дети
Эрцгерцог Геза Австрийский был дважды женат. Его первой женой 7 июля 1965 года стала Моника Декер (род. 1 декабря 1939). Супруги имели в браке трёх сыновей и развелись в 1991 году. Их сыновья:
- Франц Фердинанд, граф фон Габсбург (род. 8 мая 1967), бизнесмен, инвестор и предприниматель. 12 января 1995 года женился первым браком на Терезе Мануэль Карлос (род. 3 февраля 1973), развелся с ней в 2010 году. 18 мая 2013 года вторично женился в Кейптауне на ЛеОнтре (Лей) Бриденом (род. 31 мая 1982), американской юристе и предпринимателе[3]. Супруги сейчас проживают в Кейптауне (ЮАР)[4]. У Франца Фердинанда от двух браков есть сын и две дочери:
  - Ана Моника (род. 24 ноября 1995, Тете, Мозамбик), от первого брака
  - Филипп Паоло (род. 24 ноября 1995, Хараре), от первого брака
  - София Габриэла Луиза (род. 19 октября 2014, Кейптаун), от второго брака
- Фердинанд Леопольд Иосиф, граф фон Габсбург (род. 14 июля 1969), работает в ПРООН в Южном Судане. 28 августа 1999 года женился в Найроби на Мэри Ньяанут Ринг Махар (род. 1 июля 1969), девушке из племени динка[4]. Супруги имеют четырех детей:
  - Луиза Алуэл фон Габсбург (род. 3 августа 2000, Найроби)
  - Ласло Рум фон Габсбург (род. 25 мая 2002, Найроби)
  - Гизела Алук фон Габсбург (род. 22 октября 2004, Найроби)
  - Матьяш Малит фон Габсбург (род. 2009)
- Максимилиан Филипп, граф фон Габсбург (род. 7 июля 1974), преподаватель в школе Аундл. В августе 2013 года женился на Арабелле Люси Мэри Стаффорд Норткот. Супруги имеют одного сына:
  - Карл Бенедикт Иштван фон Габсбург (род. 28 августа 2014)[5][6]

Эрцгерцог Геза и Моника Декер развелись 23 сентября 1991 года, их церковный брак был расторгнут 6 июля 1993 года.
20 декабря 1992 года Геза фон Габсбург вторично женился на Элизабет Джейн Кюнстадтер (род. 13 августа 1966). Супруги имели одну дочь:
- Изабелла Мария Луиза, графиня фон Габсбург (род. 24 сентября 1996, Нью-Йорк).